# Božo Petrov
Božo Petrov (Metković, 16. listopada 1979.), hrvatski političar i psihijatar, bivši predsjednik Hrvatskog sabora i bivši potpredsjednik Vlade Republike Hrvatske.
Osnivač je i trenutačni predsjednik Mosta. Ranije je obnašao dužnosti gradonačelnika Metkovića i potpredsjednika Vlade Republike Hrvatske.
Nakon održanih parlamentarnih izbora 2016. u rujnu je izabran za predsjednika Hrvatskoga sabora. 
Zbog krize vlasti izazvane smjenom tri ministara u Vladi RH iz redova Mosta, a nakon što je Hrvatski sabor odbio prijedlog za izglasavanje povjerenja ministru financija Zdravku Mariću, Božo Petrov podnio je ostavku na mjesto predsjednika Hrvatskoga sabora. Hrvatski ga je sabor razrješio dužnosti 5. svibnja 2017. Na dužnost predsjednika Hrvatskoga sabora naslijedio ga je Gordan Jandroković iz redova HDZ-a.

## Mladost
Petrov je rođen u Metkoviću. Osnovnu školu pohađao je u rodnom gradu, a franjevačku klasičnu gimnaziju u Sinju. Diplomirao je na Medicinskom fakultetu Sveučilišta u Mostaru. Psihijatriju je specijalizirao u Kliničkoj bolnici Vrapče u Zagrebu, nakon čega je kao psihijatar radio u Sveučilišnoj kliničkoj bolnici u Mostaru.

## Gradonačelnik Metkovića

### Izbori
Petrov je bio kandidat Mosta nezavisnih lista za gradonačelnika Metkovića na lokalnim izborima održanim 19. svibnja 2013. Glavni protukandidat bio mu je dotadašnji gradonačelnik Stipo Gabrić Jambo iz HSS-a, koji je na vlasti bio već 16 godina i smatran najdugovječnijim političarom u Hrvatskoj. Petrov je u prvom krugu dobio najviše glasova, 4263, odnosno 45,78%. Jambo je uspio dobiti 2828 glasova, ili 30,37%.
U drugom krugu Petrov je dobio 6198 glasova, ili 67,94%, dok je Jambo dobio 2830 ili 31,02% glasova. Njegov Most nezavisnih lista na izborima je postao vodeća stranka u Metkoviću. Most je dobio 4197, odnosno 46,25% glasova. Time je Most dobio devet vijećnika, dok najveća oporbena stranka, HSS, pet, a HDZ tri. Za Skupštinu Dubrovačko-neretvanske županije, Most je dobio 5789 glasova, ili 9,97%, te 4 zastupnika od 41, čime je postao treća stranka u županiji.

### Na dužnosti
Odmah nakon što je preuzeo dužnost gradonačelnika, Petrov je srezao svoja i primanja gradske uprave na minimalac. Zatekao je gradsko dugovanje od 17,6 milijuna HRK, te je za sedam mjeseci dugovanje smanjio za 6,4 milijuna HRK, odnosno 36%. Petrovljevi zamjenici rade volonterski, dok vijećničke naknade simbolično iznose 1 HRK.  Ukinute su i naknade članovima nadzornih odbora i upravnih vijeća, troškovi reprezentacije smanjeni su 10 puta, a putni troškovi 8 puta. Raskinuti su i mnogi štetni ugovori putem kojih se izvlačio novac iz gradskog proračuna. Kasnije je uspio prepoloviti gradsko dugovanje, zbog čega je proglašen najboljim gradonačelnikom u regiji za 2014., uz gradonačelnike Cetinja i Zagreba, Aleksandra Bogdanovića i Milana Bandića. Nakon smanjenja dugovanja, povisio je plaće gradske uprave, no ostale su 30% manje nego što su bile u trenutku kada je preuzeo gradonačelničku dužnost. Petrov je također uveo transparentnost na javnu potrošnju.